# Viereckschanze u Třebska
Viereckschanze u Třebska jsou dvě archeologické lokality u Třebska v okrese Příbram ve Středočeském kraji. Tvoří je dvojice čtyřúhelníkových ohrazení z doby laténské, které se nachází v polohách zvaných Švédské hradby a Na Čihatkách. Oba areály jsou chráněné jako kulturní památky.

## Historie
Pozůstatky obou ohrazených areálů bývaly považovány za polní opevnění ze třicetileté války, ale povrchové archeologické výzkumy a geofyzikální měření prokázala, že jde o objekty z doby laténské, označované jako Viereckschanze. Pravděpodobně sloužily jako sídla tehdejší elity, která kontrolovala soudobé těžební lokality. V okolí Třebska se v povodí Hrádeckého potoka vyskytují ložiska zlata, stříbra, mědi a olova. Po jejich těžbě se v blízkosti dochovalo množství sejpů. Rýžování je zde doloženo až ve středověku, ale je možné, že k němu docházelo už v době laténské.
Výzkumu valů se věnoval Josef Ladislav Píč a Jiří Waldhauser.

## Stavební podoba
Třebsko je jediným místem v Čechách, kde se vyskytuje dvojice ohrazení v jednom katastrálním území. Lokalita Třebsko 1 (též Hrádek, Na Šancích nebo Švédské hradby) se nachází na severovýchodním okraji Třebska. Třebsko 2 (též Na Čihátkách) leží jihovýchodně od vsi. Obě lokality jsou vzájemně vzdálené 1,5 kilometru a nacházejí se v nadmořské výšce přesahující 500 metrů. Obě se nachází na svahu nevýrazné vyvýšeniny, je z nich dobrý výhled do krajiny a v blízkosti se nachází zdroj vody.

### Třebsko 1
Lokalita Třebsko 1 měří 97 × 68 metrů. Vymezují ji až 2,5 metru vysoké valy, před kterými vede příkop hluboký až dva metry. Nároží valů bývala oproti zbytku ohrazení zvýšená, ale převýšení je patrné pouze v západním rohu. Vstup do areálu se pravděpodobně nacházel uprostřed severozápadní strany, kde byl terén v okolí původního vstupu uměle vyrovnán a mohla zde stát nějaká nadzemní konstrukce. Uvnitř ohrazení Jiří Waldhauser při archeologickém výzkumu objevil laténské objekty a zlomky keramiky, které se také nacházely na dně příkopu.

### Třebsko 2
Areál Třebsko 2 měl obdélný půdorys s rozměry 80 × 70 metrů. Valy zde zcela zanikly, ale Josef Ladislav Píč je zde při své návštěvě před rokem 1893 ještě pozoroval. Podle něj byly postaveny ze štěrkovité zeminy a měly převýšená nároží. Jediným pozorovatelným pozůstatkem areálu je nízká mez v poli, která vede v místech severovýchodního valu. Asi 500 metrů od lokality se na pravém břehu Podrejžského potoka nachází sejpy vysoké až dva metry. V jejich severní části byl nalezen zlomek laténské nádoby, která mohla sloužit k rýžování.